# Heinrich Schiff
Heinrich Schiff (18 de novembre de 1951 a Gmunden, Àustria. - Viena, 23 de desembre de 2016) va ser un violoncel·lista i director d'orquestra austríac.

## Joventut
Heinrich Schiff era austríac. Els seus pares, Helga (de soltera Riemann) i Helmut Schiff, també eren compositors. Va estudiar violoncel amb Tobias Kühne i André Navarra i va debutar en solitari a Viena i Londres el 1971. Va estudiar direcció amb Hans Swarowsky.

## Carrera
Schiff va fer el seu debut com a director el 1986. Va ser director artístic de la Northern Sinfonia de 1990 a 1996, i va gravar amb ells per al segell Collins Classics. També va ser director en cap de l'Orquestra Filharmònica de Copenhaguen a Copenhaguen, Dinamarca (1996–2000) i de l'Orchestre Musikkollegium Winterthur (1996-2001).
El 2004, va ser nomenat director en cap de l'Orquestra de Cambra de Viena i va ocupar el càrrec entre 2005 i 2008. Va renunciar al càrrec l'any 2008 per motius de salut.
Schiff va interpretar la "Mara" Stradivarius (1711) i "La Bella Dorment" fetes per Domenico Montagnana a Venècia el 1739. La seva gravació de les Suites de Bach per a violoncel va guanyar premis, i la seva gravació dels concerts de Xostakóvitx va guanyar el Grand Prix du Disque el 1985. La seva gravació del Doble Concert de Brahms amb Frank Peter Zimmermann i Wolfgang Sawallisch va guanyar el Deutscher Schallplattenpreis. Els compositors que han escrit concerts per a violoncel per a Schiff inclouen John Casken i Friedrich Gulda.
Entre els seus alumnes hi havia Rudi Spring, Gautier Capuçon, Richard Harwood i Natalie Clein.

## Altres
Schiff va experimentar freqüentment dolor a l'espatlla i al braç dret, el que subjecta l'arc, presumiblement causat per un esforç excessiu, però va intentar ignorar-lo. Mentre tocava en un concert de cambra a Viena el 25 d'abril de 2010 va haver de fer pauses durant les peces a causa del dolor. Després d'aquesta nit, no va tornar a tocar el violoncel en públic.
Des del 2012, Christian Poltéra, un dels antics alumnes de Schiff, toca el violoncel 'Mara'.

## Mort
Schiff va morir a Viena el 23 de desembre de 2016 a l'edat de 65 anys.